# Mesosemia lapillus
Mesosemia lapillus is een vlindersoort uit de familie van de prachtvlinders (Riodinidae), onderfamilie Riodininae.
Mesosemia lapillus werd in 1910 beschreven door Stichel.